# Британська академія телебачення та кіномистецтва
Британська академія телебачення і кіномистецтва (англ. The British Academy of Film and Television Arts (BAFTA), БАФТА) — британська фундація, яка щорічно вручає премію в галузях кінематографії, телебачення, комп'ютерних ігор, анімації тощо.
Премія BAFTA є найвищою у Сполученому Королівстві, британський відповідник американського Оскара, якому разом із Золотим глобусом зазвичай вони передують у визначенні найкращих кінострічок.

## Історія
Британську академію телебачення і кіномистецтва було створено 16 квітня 1947 року на чолі з Девідом Ліном. Від часу створення і до 1976 року академія мала назву Британська Академія кіно. У 1958 році до Академії приєдналась Гільдія телевізійних продюсерів, і від 1976 року Академія змінила назву на сучасну — Британська академія телебачення і кіномистецтва.
Академія вперше вручила премію у 1948 році в Лондоні. Як нагорода лауреатам премії вручається золота театральна маска, дизайн якої розробив американський скульптор Міці Канліф (Mitzi Cunliffe), і яка вперше вручена у 1955 році Гільдією телевізійних продюсерів.
Від 2000 року премія іменується The Orange British Academy Film and Television Awards — на честь офіційного спонсора церемонії вручення нагород (з 1998 року) компанії-виробника мобільних телефонів Orange. Відтоді також термін проведення урочистостей зміщено у часі — з квітня на лютий.
У 1995 році вперше запроваджено вручення BAFTA премій за кінопродукцію для дітей (The British Academy Children's Film and Television Award), яке відтоді щороку відбувається у листопаді.
У 1998 році вперше присуджено нагороди BAFTA за комп'ютерні ігри та інтерактивні медії (Interactive Entertainment Awards), а 2006 року оргкомітет Академії урівняв комп'ютерні ігри у статусі з фільмами та телебаченням і розпочав показ трансляції церемонії їх нагородження (вперше 5 жовтня 2006 року).
Штаб-квартира Академії міститься на Пікаділлі у Лондоні, також діють філії у Шотландії (BAFTA Scotland), Уельсі (BAFTA Cymru) та США — у Нью-Йорку (BAFTA East Coast) та Лос-Анджелесі (BAFTA/LA). Починаючи з 1989 року, Лос-анджелеський офіс Академії BAFTA/LA проводить на щорічній основі свою власну церемонію нагородження преміями (the Britannia Awards), також свої щорічні церемонії нагородження проводять валлійська філія (з 1991 року) та шотландська (з 1997 року).
Церемонія вручення кінематографічних нагород Британської академії кіно і телевізійних мистецтв разом з присудженням премії «Золотий глобус», лауреатів якої вибирають члени Асоціації іноземної преси Голлівуду, є своєрідною генеральною репетицією «Оскара», оскільки в більшості випадків вони передбачають підсумки голосування членів Американської академії кіномистецтва.
Крім кінематографічних нагород, Академія також вручає відповідні нагороди в області телебачення, відеоігор і мистецтва для дітей. Також існують закордонні проєкти в Уельсі, Шотландії та США.

## Номінації премії BAFTA
Премія BAFTA має багато номінацій і вручається, крім Лондона, у Лос-Анджелесі, Единбурзі та Кардіффі. Список номінацій не є постійним, постійно змінюється завдяки додаванню нових номінацій. До основних номінацій, премії з яких вручаються у Лондоні постійно, належать:
- Премія за найкращий фільм (з 1948 року), зокрема:
  - Премія за найкращий британський фільм
  - Премія за найкращий іноземний фільм
  - Премія за найкращий короткометражний фільм (з 1980 року)
  - Премія за найкращий анімаційний фільм (з 2006 року)
- Премія за найкращу чоловічу головну роль (з 1953 року)
- Премія за найкращу жіночу головну роль (з 1953 року)
- Премія за найкращий британський кіносценарій (з 1955 року)
- Премія за найкращу режисерську роботу (з 1969 року)
- Премія за найкращу чоловічу другорядну роль (з 1969 року)
- Премія за найкращу жіночу другорядну роль (з 1969 року)
- Премія за найкращу операторську роботу (з 1969 року)
- Премія за найкращий звук (роботу звукорежисера) (з 1969 року)
- Премія за найкращу музику до фільму (з 1969 року)
- Премія за найкращий монтаж (з 1969 року)
- Премія за найкращі костюми до фільму (з 1969 року)
- Премія за найкращі візуальні спецефекти (з 1983 року)
- Премія за найкращий оригінальний сценарій (з 1984 року)
- Премія за найкращий адаптований (перероблений) сценарій (з 1984 року)

## Лауреати Премії BAFTA
Премія BAFTA є відкритою для творців у галузі кіно та телебачення з усього світу, її лауреатами в різний час ставали: Шон Коннері, Барбра Стрейзанд, Марлон Брандо, Дастін Гоффман, Кейт Вінслет, Ентоні Гопкінс, Марчелло Мастроянні, Джордж Клуні, Джоді Фостер, Скарлетт Йоганссон, Джек Ніколсон, Дональд Сазерленд, Аль Пачіно, Том Вілкінсон, Тім Себастіна та багато інших акторів, продюсерів, режисерів тощо.
Лауреатами Britannia Awards у Лос-Анджелесі ставали Альберт Брокколі, Ентоні Гопкінс, Джордж Лукас, Елізабет Тейлор, Мартін Скорсезе, Том Круз, Ентоні Мінгелла, Джон Траволта, Стенлі Кубрик, Стівен Спілберг тощо.

## Виноски
1. ↑  Video Games Awards become BAFTA’s 'third arm' — офіційний прес-реліз Британської академії телебачення і кіномистецтва (PDF). Архів оригіналу (PDF) за 7 жовтня 2008. Процитовано 18 квітня 2008. [Архівовано 2008-10-07 у Wayback Machine.]
2. ↑  BAFTA Announces E4 / Channel 4 Coverage For The British Academy Video Games Awards — Games Industry Magazine. Архів оригіналу за 30 вересня 2007. Процитовано 18 квітня 2008. [Архівовано 2007-09-30 у Wayback Machine.]